# Chi fermerà la musica/Banda nel vento
Chi fermerà la musica/Banda nel vento è uno dei singoli più conosciuti dei Pooh, pubblicato nell'aprile 1981.

## Il disco
Il singolo anticipava l'uscita dell'album Buona fortuna. La musica stessa è il tema principale delle due canzoni e della copertina. Quest'ultima mostra i Pooh in completo nero, cravatta nera e in posa scherzosa (l'abbigliamento è un omaggio sia ai Beatles che al film The Blues Brothers) ; i quattro si sono scambiati gli strumenti.

## I brani
- "Chi fermerà la musica" fu dedicata alla memoria di John Lennon. Successivamente è diventata una delle canzoni più conosciute del gruppo ed è stata regolarmente eseguita nei concerti del complesso prima del finale Ancora tra un anno. Si tratta di un allegro inno alla musica sul cui futuro si proietta però anche un'ombra: sono presenti delle figure che potrebbero fermare la musica; vengono descritte come personaggi infallibili che non si ricredono mai (si tratta di una critica ad alcune amministrazioni comunali dell'epoca, che non sempre favorivano - come auspicato dai Pooh - il lavoro artistico delle tournée). Il brano diede tra l'altro il titolo alla trasmissione televisiva Chi fermerà la musica, prodotta oltre venti anni più tardi. Nel 1999 eseguono la canzone con Claudio Baglioni. Nel 2016, in occasione del cinquantennale della band, i Pooh incidono una versione riarrangiata a 5 voci di Chi fermerà la musica, includendo Riccardo Fogli.
- Il retro "Banda nel vento" è uno dei numerosi pezzi autobiografici pubblicati dal gruppo a cavallo tra anni settanta e anni ottanta. Ai concerti dell'epoca, introduceva e concludeva il medley live dei pezzi più vecchi che i Pooh riproponevano al pubblico. Narra al pubblico i vecchi tempi dei Pooh, sempre in giro per le autostrade in cerca di un'affermazione artistica.

## Formazione
- Roby Facchinetti - tastiere, voce
- Dodi Battaglia - chitarre, voce
- Stefano D'Orazio - batteria, voce
- Red Canzian - basso, voce

Alla formazione per la versione del 2016 si aggiunge anche Riccardo Fogli (chitarra, voce)